# Día Mundial de la Cruz Roja y de la Media Luna Roja
El Día Mundial de la Cruz Roja y de la Media Luna Roja es una jornada que se celebra anualmente el 8 de mayo desde 1948 con denominación de la Cruz Roja y desde 1984 usando su nombre actual. Fue establecida por la Federación Internacional de Sociedades de la Cruz Roja y de la Media Luna Roja (IFRC, por sus siglas en inglés).

## Proclamación
La concepción inicial del Día Mundial de la Cruz Roja evolucionó considerablemente antes de su establecimiento definitivo y su denominación actual. Tras la Primera Guerra Mundial, en 1922, el Partido Nacional Social Checo proclamó en Pascua una tregua de tres días para promover la paz, conocida como la "Tregua de la Cruz Roja". Este esfuerzo simbolizó un deseo generalizado de paz y prevención de conflictos a través de la salud pública y la diplomacia. La propuesta de una acción anual que se extendiera mundialmente para contribuir a la paz fue bien recibida y se profundizó en su estudio en las conferencias siguientes.
En 1946, después de la Segunda Guerra Mundial, la idea ganó impulso y la Liga de Sociedades de la Cruz Roja, más tarde conocida como la IFRC, solicitó estudiar la posibilidad de adoptar un Día Internacional de la Cruz Roja que se celebrara el mismo día en todas las sociedades nacionales. Esta propuesta fue aprobada por el Comité Ejecutivo de la Federación en 1948. En 1984, el nombre se cambió oficialmente a "Día Mundial de la Cruz Roja y de la Media Luna Roja".

## Celebración
Este día se celebra el 8 de mayo, aniversario del nacimiento de Henry Dunant. La fecha se seleccionó para honrar al fundador del Comité Internacional de la Cruz Roja y primer ganador del primer Premio Nobel de la Paz. Su primera celebración se realizó el 8 de mayo de 1948.

## Temas
- 1976: La Cruz Roja es joven[6]
- 1977: El hombre, artífice de la paz[7]
- 1987: Para que vivan los niños[8]
- 1988: 125 Años manos a la obra... y todavía creciendo[9]
- 1989: 125.° Aniversario del movimiento[10]
- 1990: ¡Protejan la vida y la dignidad humanas![11][12]
- 1991: Día Mundial de la Cruz Roja y de la Media Luna Roja[13]
- 1992: ¡En nombre de la Humanidad, unámonos frente a los desastres![14]
- 1993: Dignidad para todos[15]
- 1995: Dignidad para todos: respeto debido a las mujeres[16]
- 2000: Hacia una verdadera universalidad[17]
- 2001: Contribuir a mejorar las vidas de las personas[18]
- 2003: Extracto: 'La dignidad humana corre peligro'[19]
- 2004: No a la discriminación[20]
- 2005: Proteger la Dignidad Humana[21][22]
- 2006: Proteger la Dignidad Humana[23][24]
- 2007: Juntos por la humanidad[25][26]
- 2009: Nuestro mundo. Tu acción.[27]
- 2010: La urbanización[28]
- 2011:  Honrar al voluntariado[29][30]
- 2012: Juventud en acción[31][32]
- 2013: Extracto: 'Ciento cincuenta años de acción humanitaria'[33]
- 2014: Cada vez más cerca de las personas[34]
- 2015: Nuestros principios en acción[35][36][37]
- 2016: En todas partes, para todos[38][39]
- 2017: Extracto: 'En el Movimiento. En ti.'[40]
- 2018: Extracto: '...cuántos músculos se necesitan para sonreír'[41]
- 2019: #Love, ('#Amor')[42]
- 2020:  ¡Que sigan los aplausos!,[43][44] ¡Gracias a todos los que dedican su vida a ayudar a otros![45]
- 2021: ¡Juntos, somos #Imparables![46]
- 2022: #SeamosAmables,[47] #SeamosBondadosos[48]
- 2023: Todo lo que hacemos viene #DelCorazón [49][50][51]
- 2024: Mantener viva la Humanidad